# Sporminore
Sporminore  és un municipi italià, dins de la província de Trento. L'any 2007 tenia 1.254 habitants. Limita amb els municipis de Campodenno, Spormaggiore i Ton.

## Administració
| Període | Identitat        | Partit        |
| ------- | ---------------- | ------------- |
| 2005-   | Fabrizio Franzoi | Llista cívica |